# Leptoseris foliosa
Leptoseris foliosa là một loài san hô trong họ Agariciidae. Loài này được Dineson mô tả khoa học năm 1980.